# Заосье (Брестская область)

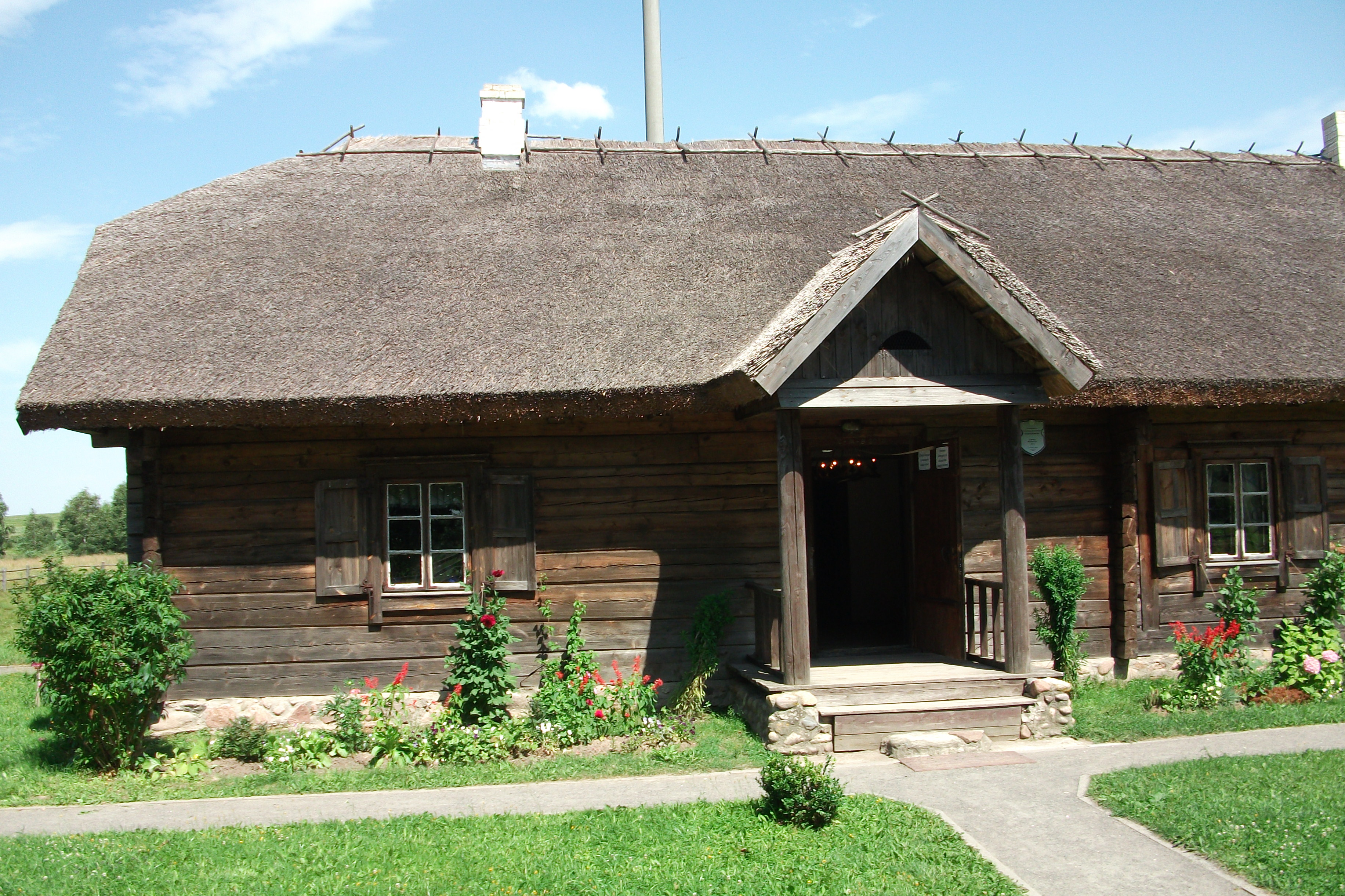
Музей-усадьба Мицкевича

Зао́сье (бел. Завоссе) — деревня в Барановичском районе Брестской области Беларуси, в составе Столовичского сельсовета. До 2013 года входила в состав Меденевичского сельсовета. Население — 7 человек (2019). Известна главным образом как место рождения поэта Адама Мицкевича.

## География
Деревня находится в 18 км (23 км по автодорогам) к северо-востоку от центра города Барановичи, расстояние по автодорогам до центра сельсовета, агрогородка Столовичи, составляет 13 км на юго-запад. Местность принадлежит бассейну Немана, рядом с деревней расположена сеть мелиорационных каналов со стоком в реку Щара. В 5 км к западу в деревне Колдычево проходит автодорога Р5 (Барановичи — Новогрудок — Ивье), с ней Заосье связано местной дорогой. Ближайшая ж/д станция находится в Крошине (линия Барановичи — Минск). Есть кладбище.

## История

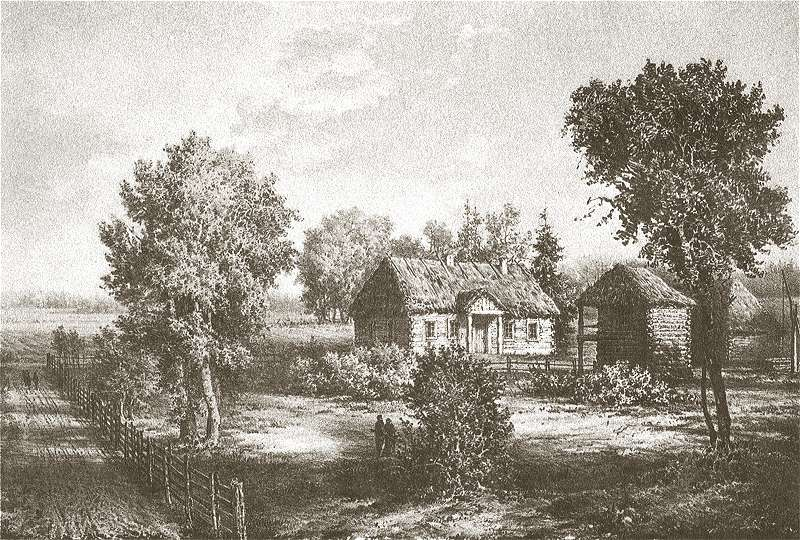
Усадьба Заосье в середине XIX века на картине Н. Орды

В начале XVIII века имение Заосье принадлежало роду Чечотов, впоследствии перешло к Яновичам. В середине XVIII века фольварком владели братья Михаил и Юзеф Яновичи, но его половина находилась в закладном владении рода Мицкевичей. Братья Яновичи задолжали Мицкевичам, и в 1785 году после почти 40 лет различных тяжб имение Заосье стало полной собственностью Мицкевичей.
После второго раздела Речи Посполитой (1793) местечко вошло в состав Российской империи. В 1798 году у шляхтича Николая Мицкевича, проживавшего тогда в Заосье, родился сын Адам, ставший знаменитым поэтом.
В 1806 году Заосье перешло к Стыпулковским, а в середине XIX века было конфисковано в российскую казну, земельные угодья были поделены между рядом мелких владельцев. 
По переписи 1897 года — 8 дворов, хлебозапасный магазин.
В 1909 году — деревня, околица, 2 имения и фольварк Городищенской волости Новогрудского уезда Минской губернии, всего 128 жителей в 25 дворах. В годы Первой мировой войны все строения усадьбы были разобраны, а материал использован при строительстве блиндажей.
Согласно Рижскому мирному договору (1921) деревня с 8 дворами вошла в состав межвоенной Польши, где принадлежала гмине Городищи Барановичского повета Новогрудского воеводства. В 1927 году польские власти установили на месте бывшего усадебного дома обелиск с бюстом Мицкевича.
С 1939 года в составе БССР, в 1940–62 годах — в Городищенском районе Барановичской, с 1954 года Брестской области, с 25 декабря 1962 года в Барановичском районе. С конца июня 1941 года до июля 1944 года деревня была оккупирована немецко-фашистскими войсками.
В 1990-х годах усадьба Мицкевичей восстановлена по сохранившимся рисункам и описаниям. Сейчас там функционирует музей Адама Мицкевича. Со времён поэта сохранились лишь старая липа и небольшой пруд.
В 2013 году деревня передана из упразднённого Меденевичского сельсовета в Столовичский.

## Население
| Численность населения (по переписи) | Численность населения (по переписи) | Численность населения (по переписи) | Численность населения (по переписи) | Численность населения (по переписи) | Численность населения (по переписи) | Численность населения (по переписи) | Численность населения (по переписи) | Численность населения (по переписи) |
| 1897                                | 1909                                | 1921                                | 1939                                | 1959                                | 1970                                | 1999                                | 2009                                | 2019                                |
| ----------------------------------- | ----------------------------------- | ----------------------------------- | ----------------------------------- | ----------------------------------- | ----------------------------------- | ----------------------------------- | ----------------------------------- | ----------------------------------- |
| 110                                 | ↗128                                | ↘43                                 | ↗160                                | ↗173                                | ↘110                                | ↘36                                 | ↘18                                 | ↘7                                  |

## Культура
- Музей-усадьба Мицкевичей «Заосье» — филиал учреждения «Государственный музей истории белорусской литературы»